# Didesmandra
Didesmandra é um género botânico pertencente à família Dilleniaceae. A sua única espécie é Didesmandra aspera, sendo originária dos bosques tropicais em Sarawak, Malásia.
Didesmandra aspera foi descrita por Otto Stapf e publicado em Hooker's Icones Plantarum 27: t. 2646. 1901.